# The Vault … Old Friends 4 Sale
The Vault… Old Friends 4 Sale (englisch für Der Tresor … Alte Freunde zu verkaufen) ist das 22. Studioalbum des US-amerikanischen Musikers Prince, wobei er alle Songs arrangierte, komponierte und produzierte. Es erschien am 24. August 1999 bei dem Label Warner Bros. Records und ist das letzte Studioalbum, das zu dem Vertrag zwischen ihm und dem Label aus dem Jahr 1992 zählte. Damals hatte Prince seinen laufenden Vertrag für sechs weitere Alben bis zum 31. Dezember 1999 verlängert. Aufgrund von Differenzen mit Warner Bros. Records hatte er jedoch seinen Künstlernamen im Jahr 1993 abgelegt und trug stattdessen ein unaussprechbares Symbol als Pseudonym. Danach wollte er bei dem Tonträgerunternehmen keine neuen Songs mehr veröffentlichen.
Die Musik zählt zu den Genres Contemporary R&B, Pop und Rock, zudem besitzen einige Songs Elemente aus dem Bereich Jazz. Die Liedtexte handeln überwiegend von Liebe, Sex und zwischenmenschlichen Beziehungen. Als Gastmusiker wirken Clare Fischer und das Blechbläserquintett Hornheads mit. Außerdem ist in den Liner Notes Sheila E. erwähnt, doch ihre Beiträge sind nicht genau definiert.
Weder Prince noch Warner veranstalteten nennenswerte Musikpromotion für The Vault… Old Friends 4 Sale; es konnte international keinen Gold- oder Platinstatus erreichen. Musikkritiker bewerteten das Album meist negativ.

## Entstehung
The Vault… Old Friends 4 Sale ist das letzte Studioalbum, das zu dem Vertrag zwischen Prince und Warner Bros. Records aus dem Jahr 1992 zählte. Ab dem Jahr 2000 veröffentlichte das Label nur noch die die beiden Greatest-Hits-Kompilationen The Very Best of Prince (2001) und Ultimate (2006). Erst im Jahr 2014 arbeitete Prince mit Warner Bros. Records wieder zusammen und veröffentlichte bei dem Tonträgerunternehmen die beiden Alben Art Official Age und Plectrumelectrum.
Bereits am 26. April 1996 präsentierte Prince Warner Bros. Records das Album The Vault… Old Friends 4 Sale mit fertiggestelltem Artwork und endgültiger Tracklist, sodass das Label keinen Einfluss mehr ausüben konnte. Ähnlich wie bei Chaos and Disorder (1996) ist in den Liner Notes von The Vault… Old Friends 4 Sale folgender Satz von Prince zu lesen: „The enclosed material was written during the period beginning 1/23/1985 and ending 6/18/1994 and was originally intended 4 private use only.“ („Das beigefügte Material wurde in der Zeit vom 23. Januar 1985 bis 18. Juni 1994 geschrieben und war ursprünglich nur für den privaten Gebrauch bestimmt.“)
Doch der von Prince angegebene Zeitraum kann nicht stimmen, da er am 23. Januar 1985 mit seiner damaligen Begleitband The Revolution nachweislich ein Purple-Rain-Konzert im Riverfront Coliseum in Cincinnati gab. Das Aufnahmedatum 18. Juni 1994 kann ebenfalls angezweifelt werden, weil Prince den Song Sarah nachweislich 20 Monate später einspielte, und zwar im Februar 1996.
Das erste Stück, das Prince letztendlich auf The Vault… Old Friends 4 Sale platzierte, nahm er mit Old Friends 4 Sale am 20. April 1985 im Tonstudio Sunset Sound in Los Angeles auf. Ursprünglich platzierte er es auf Parade (1986), doch aufgrund des persönlichen Liedtext veröffentlichte er es letztendlich nicht. Der Original Liedtext zählt zu den autobiografischsten in seiner Karriere; darin ist er von Jimmy Jam und Terry Lewis enttäuscht, weil diese – ohne ihn zu informieren – während der laufenden 1999-Tour mit Albumaufnahmen von The S. O. S. Band in Atlanta in Georgia beschäftigt waren und deswegen das Konzert am 24. März 1983 in der Convention Center Arena in San Antonio in Texas verpassten. Aufgrund eines Schneesturms in Atlanta fielen alle Flüge aus. Jimmy Jam und Terry Lewis waren Mitglieder der von Prince gegründeten Band The Time, die damals als Vorgruppe der 1999-Tour auftrat. Außerdem spielt Prince im Liedtext auf den Ausstieg im Mai 1983 seines Gitarristen Dez Dickerson (* 1955) in seiner damaligen Begleitband an, weil dieser eine Solokarriere startete. Zudem beschreibt Prince die Kokainsucht seines ehemaligen persönlichen Bodyguards Chick Huntsberry (* 11. März 1941; † 2. April 1990), als dieser – nach dem er gegen Ende der Purple-Rain-Tour im Jahr 1985 von Prince entlassen wurde – aus Geldmangel dem National Enquirer ein Interview verkaufte und darin angebliche Details über Prince’ Leben erzählte. Im Jahr 1991 überarbeitete Prince den Liedtext mit weniger persönlichen Inhalt – diese Version ist auch auf dem Album The Vault… Old Friends 4 Sale zu hören.
5 Women nahm Prince am 4. September 1990 in den Warner Pioneer Studios in Tokio auf, als er mit der Nude-Tour in Japan gastierte. Ende des Jahres überarbeitete er den Song in seinem Paisley Park Studio in Chanhassen in Minnesota und fügte Overdubs vom Blechbläserquintett Hornheads hinzu. Später gab er 5 Women an Joe Cocker weiter, der eine eigene Version auf seinem im Oktober 1991 veröffentlichten Album Night Calls platzierte. Cocker fragte Prince, ob dieser bei der überarbeiteten Version Gitarre einspielen könnte, was Prince aber ablehnte, weil er zu dem damaligen Zeitpunkt mit anderen Projekten beschäftigt war. Den Song She Spoke 2 Me nahm er während der Albumaufnahmen von Love Symbol Im Oktober 1991 im Paisley Park Studio auf. Die Version auf The Vault… Old Friends 4 Sale ist in einem „Extended Remix“ vorhanden und damit vier Minuten länger, als die bereits im März 1996 veröffentlichte Version auf dem Soundtrack Girl 6 des gleichnamigen Films von Regisseur Spike Lee. Das Aufnahmedatum von When the Lights Go Down ist der Öffentlichkeit nicht bekannt, aber vermutlich spielte Prince den Song Ende 1991 oder Anfang 1992 im Paisley Park Studio ein. Eventuell hat er das Stück aber auch in den Warner Pioneer Studios in Tokio eingespielt, weil er dieses Studio in den Liner Notes erwähnt.
Im März 1992 erhielt Prince einen Anruf von Filmregisseur James L. Brooks, der ein Musical mit Namen I’ll Do Anything produzieren wollte, in dem Julie Kavner und Nick Nolte als Hauptdarsteller mitwirken. Er fragte Prince, ob dieser den Soundtrack zum Musical beisteuern könne. Prince zeigte Interesse und schrieb dafür unter anderem die drei Songs My Little Pill, The Rest of My Life und There Is Lonely, die die Schauspieler des Films interpretieren sollten. My Little Pill nahm er noch im März 1992 im Paisley Park Studio auf, bevor er dann mit der Diamonds-and-Pearls-Tour einen Monat später in Australien auf Tournee ging. The Rest of My Life und There Is Lonely spielte er dann Mitte April in den Platinum Studios in Melbourne ein; da Prince dieses Studio in den Liner Notes aber nicht angegeben hat, hat er beide Songs vermutlich später noch einmal im Paisley Park Studio überarbeitet. Als das Musical I’ll Do Anything fertiggestellt war, präsentierte Brooks Testvorführungen vor Publikum, bei denen die Schauspieler die von Prince geschriebenen Songs vortrugen. Doch die Zuschauer waren von dem Konzept nicht überzeugt, worauf Brooks entschied, I’ll Do Anything als herkömmliche Filmkomödie umzuschreiben. Die Songs, die Prince für das Musical bereits komponiert hatte, fanden von Brooks in der Filmkomödie jedoch keine Verwendung und wurden gestrichen. Im Februar 1994 kam I’ll Do Anything (deutscher Filmtitel: Geht’s hier nach Hollywood?) in die Kinos und erhielt von Filmkritiker zum Teil sehr schwache Bewertungen und kann mit einem weltweit eingespielten Ergebnis von knapp zehn Millionen US-Dollar bei einem Budget von 40 Millionen US-Dollar als kommerziell erfolglos bezeichnet werden.
Nachdem Prince die Diamonds-and-Pearls-Tour Mitte Juli 1992 beendet hatte, spielte er im September den Song Extraordinary im Paisley Park Studio ein. Zudem existiert eine von Rosie Gaines gesungene Version, die bis heute (2025) aber unveröffentlicht ist. It’s About That Walk nahm Prince am 2. September 1993 auf, also drei Monate nach seiner Namensänderung. Den Song spielte er im Studio Guillaume Tell – in den Liner Notes als Davout Studios angegeben – in Suresnes ein, als er mit seiner „Act II Show“ in Frankreich gastierte. Das Stück Sarah nahm im Februar 1996 im Paisley Park Studio auf und damit knapp drei Jahre nach seiner Namensänderung. Bei den meisten Aufnahmen von 1991 bis 1996 wurde er von damaligen Bandmitgliedern seiner Begleitband The New Power Generation unterstützt.

## Vermarktung
Kurz bevor das Album The Vault… Old Friends 4 Sale im August 1999 veröffentlicht wurde, kündigte es Warner Bros. Records als „bemerkenswertes Musikereignis“ an. Dagegen schrieb Prince auf seiner damaligen Webseite, ein Warner-Insider habe sich das Album bereits angehört und ihm mitgeteilt, es klinge „wie eine vertragliche Verpflichtung“. Zudem vermutete dieser, dass die Songs „in der Tat sehr alt waren“. Prince bestätigte diese Annahme und erzählte dem US-Musikmagazin Rolling Stone: „Die Zusammenstellung der Songs gehen mich nichts an. Es sind ein paar Songs von vor langer Zeit – das hat mit mir nichts mehr zu tun.“
Ein Pressesprecher schilderte Prince’ damalige Situation folgendermaßen: „Es war das letzte Album, das er Warner noch abliefern musste, deswegen war er ungefähr in folgender Stimmung: ‘Dies’ ist das, was ich euch noch schulde. Tschüs!’“ Zudem wies der Pressesprecher darauf hin, Prince sei egal, ob Warner das Album herausbringe und werde keine Musikpromotion betreiben.
Als Warner The Vault… Old Friends 4 Sale schließlich veröffentlichte, veranstaltete das Label kaum Werbung. Zwar produzierte das Unternehmen Merchandising-Artikel wie beispielsweise Poster, Post- und Grußkarten, platzierte aber nur eine Anzeige im People Magazine und betrieb spärlich Werbung im Internet. Als Vorab-Single wollte Warner Mitte August 1999 den Song Extraordinary auskoppeln, doch Prince zeigte sich damit nicht einverstanden. Letztendlich wurden keine Singles ausgekoppelt, keine Musikvideos produziert und Prince ließ keine Tournee zum Album folgen.
Auf die Frage eines Reporters, warum das Album erst im August 1999 erschien, antwortete der damalige Warner-Sprecher Bob Merlis, es sei ein „Marketing Urteil“ gewesen. Man habe so lange warten wollen, bis man der Meinung war, das Publikum verlange nach etwas wie dem Album The Vault… Old Friends 4 Sale.

## Gestaltung des Covers
Für das Albumdesign war Artdirector Steve Parke (* 1963) zuständig. Er arbeitete von 1988 bis 2001 mit Prince zusammen und war bereits für die Covergestaltung der Alben Graffiti Bridge (1990), The Gold Experience (1995), Chaos and Disorder und Emancipation (beide 1996) sowie Crystal Ball (1998) zuständig.
Das Booklet besteht aus lediglich zwei Seiten, auf denen zwei Fotos von Prince zu sehen sind. Auf dem Frontcover sitzt er rittlings auf einem schwarzen Stuhl und stützt sich mit den Unterarmen auf der Rückenlehne ab, wobei sein rechter Arm angewinkelt ist und die Hand sein Kinn stützt. Er hat seine Augen geschlossen und trägt ein lilafarbenes hemdblusenähnliches Oberteil, dazu eine farblich passend enge Hose und High Heels. Auf dem Rückcover sitzt Prince – diesmal in gängiger Position – auf demselben Stuhl mit identischer Kleidung. Sein Kopf ist gesenkt und er scheint verzweifelt zu sein.
Die Prince-Fotos stammen von dem französischen Fotograf Claude Gassian (* 1949), der die Bilder am 5. September 1993 um 04:00 Uhr morgens im Musikklub Mirano in Brüssel machte. Damals war Prince mit seiner Tournee „Act II Show“ in Europa unterwegs und beendete eine Aftershow im Mirano. Gassian wurde von ihm für eine Woche engagiert, damit er Fotos von ihm machen konnte. Doch er wurde angewiesen, nicht mit Prince zu sprechen, auch wenn er mit ihm allein in seiner Limousine saß. Zudem durfte er ihn nur live auf der Bühne fotografieren und niemals backstage, was ihn frustrierte. Nach der Aftershow habe er aber absichtlich gegen die Regel verstoßen und fragte Prince, „ob er damit einverstanden wäre, dass ich nur zehn Meter von seiner Garderobe entfernt, in diesem ungewöhnlichen Raum, den ich entdeckt hatte, ein paar Fotos machen könnte.“ Prince stimmte zu, setzte „sich in absoluter Stille hin, bietet mir fünfzehn verschiedene Posen an und geht“, aber Gassian habe „endlich das ersehnte Foto“ bekommen, freute er sich.
Die Liner Notes im Booklet hielt Prince sehr oberflächig und vage; beispielsweise gab er nicht an, welche Musiker Instrumente auf den einzelnen Songs spielen. Die Liedtexte sind nicht abgedruckt.

## Musik und Liedtexte
Wie bei den meisten von Prince veröffentlichten Alben in den 1990er Jahren sind auch die Songs von The Vault… Old Friends 4 Sale verschiedenen Musikgenres zuzuordnen; Blues, Contemporary R&B, Jazz, Pop, Rock und Soul sind zu hören. Im Gegensatz zu den üblichen Prince-Alben spielt Funk eine untergeordnete Rolle. Alle Songs enthalten live eingespieltes Schlagzeug. Instrumentiert und arrangiert ist das Album überwiegend mit Musikinstrumenten wie beispielsweise Bass, Blechblasinstrumente, Gitarre, Klavier, Perkussion und Tasteninstrumente – elektronische Instrumente wie etwa Synthesizer sind kaum zu hören. Die Arrangements sind überwiegend spärlich gehalten, die Produktion ist schlicht und besitzt keine technischen Hilfsmittel. Die Liedtexte handeln überwiegend von Liebe, Sex und zwischenmenschlichen Beziehungen. Neben seinem charakteristischen Falsettgesang benutzt Prince auch tiefere Stimmlagen.
1. The Rest of My Life
Der Opener ist aus dem Genre Rock, der mit Bass- und Tingeltangel-Klavierspiel untermalt ist. Das Stück besitzt einen Start-Stop-Rhythmus, sodass es nicht durchgängig gespielt wirkt. Der Liedtext handelt von der Erhaltung einer positiven Einstellung zum Leben.
2. It’s About That Walk
Der Song ist eine von Blues und Swing beeinflusste Up-tempo-Nummer, gepaart mit Blechbläser-Arrangements. Im Liedtext beschäftigt sich Prince mit dem Po einer Frau; beispielsweise singt er, dass sie einen „Arsch wie einen Feinschliff Diamant“ besitzt, der „auf zwei Beinen aus Stein montiert“ ist.[18] Gemäß seiner damaliger Bandmitglieder wurde Prince beim Liedtextschreiben von seiner damaligen Freundin und späteren Ehefrau Mayte Garcia inspiriert.
3. She Spoke 2 Me (Extended Remix)
Im Vergleich zur Albumversion auf Girl 6 aus dem Jahr 1996 enthält der Extended Remix vier Minuten lange Instrumentalmusik, die Elemente aus dem Bereich Jazz besitzt. Das Stück erinnert zuweilen an den Prince-Song Willing and Able aus dem Album Diamonds and Pearls von 1991. Im Liedtext begehrt Prince eine Frau, die „alle meine Fantasien“ erfüllt.
4. 5 Women
Das Stück ist aus dem Genre Blues. Im Liedtext benötigt Prince „fünf Frauen“ und „fünf Monate“, um eine frühere Beziehung vergessen zu können, was ihm aber nicht gelingt. Denn „als ich dein Gesicht wieder sah, dauerte es nur fünf Minuten, um mich wieder komplett zu verlieben“, aber „ich schätze, bei dir werde ich nie gewinnen“.
5. 5 Women
Der Track erinnert zuweilen mehr an einen improvisierten Gute-Nacht-Jam als an einen fertiggestellten Song. Perkussion unterstützen das aus dem Bereich Jazz beeinflusste Stück. Der Rhythmus-Phrase besteht aus Klavierspiel. Im Liedtext beschäftigt sich Prince mit einem Liebespaar, nach dem dieses „die dummen abgenutzten Spiele“ hinter sich gelassen hat.[8]
6. My Little Pill
Das 1:08 Minuten kurze Stück enthält nur gesprochenen Text von Prince, der von einem disharmonisch wirkenden Gitarrenriff unterstützt wird. Der Liedtext handelt von einer alleinerziehenden Mutter, die vor dem Leben und dessen Verantwortung flüchtet, indem sie Tabletten einnimmt.
7. There Is Lonely
Die melancholisch angehauchte Nummer aus dem Genre Rock kombiniert Prince mit einer von ihm gespielten Jazzgitarre-Phrase. Der Liedtext deutet die Geschichte von Kain und Abel der biblischen Darstellung vom 1. Buch Mose an.
8. Old Friends 4 Sale
Das Titelstück ist ein aus dem Genre Blues stammender Song, der zusätzlich Elemente aus den Musikgenres Pop und Rock enthält. Clare Fischer fügte ein Streichorchester ein, wodurch ein Ansatz von Dramaturgie verleitet wird. Prince’ Gesang wird von seinem Klavierspiel begleitet und der Liedtext handelt von einem Mann, der sich von seinen Freunden verlassen und verraten fühlt.[19]
9. Sarah
Der Track stammt aus dem Genre Rock, der von Blues beeinflusst ist und durch Blechbläser unterstützt wird. Der Song basiert auf einem Bass-Riff, das ständig wiederkehrt und nur durch den Refrain unterbrochen wird. Im Liedtext beschreibt Prince eine Frau mit Namen „Sarah“, die für eine Nacht Spaß haben möchte. Es ist nicht bekannt, ob er auf eine im wahren Leben existierende Frau anspielt oder ob Sarah eine imaginäre Person verkörpert.
10. Extraordinary
Die Soul-Ballade singt Prince in dem für ihn typischen Falsett. Im Liedtext beschäftigt er sich mit einer nicht näher beschriebenen Frau, für die er geboren wurde, um sie zu lieben.[8] Eine Liveversion von Extraordinary veröffentlichte Prince auf seinem Album One Nite Alone … Live! im Jahr 2002.

## Titelliste und Veröffentlichungen
| 1                            | The Rest of My Life             | 1:40 |
| 2                            | It’s About That Walk            | 4:26 |
| 3                            | She Spoke 2 Me (Extended Remix) | 8:20 |
| 4                            | 5 Women                         | 5:13 |
| 5                            | When the Lights Go Down         | 7:11 |
| 6                            | My Little Pill                  | 1:08 |
| 7                            | There Is Lonely                 | 2:29 |
| 8                            | Old Friends 4 Sale              | 3:27 |
| 9                            | Sarah                           | 2:53 |
| 10                           | Extraordinary                   | 2:28 |
| Spieldauer: 39:19 min.       |                                 |      |
| Autor aller Songs ist Prince |                                 |      |

The Vault… Old Friends 4 Sale wurde am 24. August 1999 veröffentlicht. Das Album erschien auf CD und MC, später auch als Download. Als Interpret ist zum ersten Mal seit der Veröffentlichung vom Black Album im November 1994 bei einem Studioalbum der Name „Prince“ wieder angegeben, obwohl er im August 1999 ein unaussprechbare Symbol als Pseudonym trug. Am 23. Februar 2024 brachte The Prince Estate („Der Prince-Nachlass“) The Vault… Old Friends 4 Sale erstmals auf LP heraus.

### Singles
Von dem Album wurden keine Singles ausgekoppelt, aber vier Promo-CD-Singles sind im Jahr 1999 herausgebracht worden. Zwei Wochen vor der Albumveröffentlichung erschien am 10. August Extraordinary in den USA als 1-Track-CD-Single. Ende Sommer wurde 5 Women und It’s About That Walk in Deutschland jeweils als 1-Track-CD-Single herausgebracht. Dagegen erschien in Japan eine 2-Track-CD-Single mit den beiden Songs The Rest of My Life und Extraordinary.

### Coverversionen
Lediglich eine Coverversion ist von dem Album bekannt; Alexis Taylor (* 1980), Leadsänger der Band Hot Chip, nahm im Juli 2016 nach Prince’ Tod eine neue Version von Old Friends 4 Sale auf.

## Mitwirkende

### Musiker
Alle Songs wurden von Prince arrangiert, komponiert, produziert und vorgetragen. Zudem spielte er alle Musikinstrumente selbst ein, wobei folgende Personen die Aufnahmen ergänzten:
- Hornheads – Baritonsaxophon, Posaune, Tenorsaxophon, Trompete in 5 Women, It’s About That Walk, Sarah, She Spoke 2 Me (Extended Remix), The Rest of My Life
- Levi Seacer Jr. – Rhythmusgitarrist in 5 Women, It’s About That Walk, She Spoke 2 Me (Extended Remix), The Rest of My Life, There Is Lonely
- Michael Bland – Schlagzeug in 5 Women, Extraordinary, It’s About That Walk, Sarah, She Spoke 2 Me (Extended Remix), The Rest of My Life, There Is Lonely
- Morris Hayes – Keyboard in It’s About That Walk, Sarah
- Sheila E. – Beiträge nicht definiert
- Sonny Thompson – E-Bass in Extraordinary, It’s About That Walk, Sarah, She Spoke 2 Me (Extended Remix), The Rest of My Life, There Is Lonely
- Tommy Barbarella – Keyboard in It’s About That Walk, Sarah, She Spoke 2 Me (Extended Remix), There Is Lonely

### Technisches Personal
- Prince – Arrangements der Hörner in 5 Women, It’s About That Walk, Sarah, She Spoke 2 Me (Extended Remix), The Rest of My Life
- Brian Poer – Toningenieur
- Clare Fischer – Orchestrierung in Old Friends 4 Sale
- Claude Gassian – Fotograf
- David Friedlander – Toningenieur
- Kirk Johnson – Mastering
- Michael B. Nelson – Arrangements der Hörner in 5 Women, It’s About That Walk, Sarah, She Spoke 2 Me (Extended Remix), The Rest of My Life
- Michael Koppelman – Toningenieur
- Peggy McCreary – Toningenieurin
- Ray Hahnfeldt – Toningenieur
- Ricky Peterson – Mixing und zusätzliche Produktion in 5 Women
- Shane T. Keller – Toningenieur
- Stephen Marcussen – Mastering
- Steve Durkee – Mastering, Toningenieur
- Steve Noonan – Toningenieur
- Steve Parke – Albumdesign, Artdirector
- Susan Rogers – Toningenieurin
- Tom Tucker (* 1949; † 2012) – Mixing und zusätzliche Produktion in 5 Women

## Rezensionen
Im Vergleich zu anderen Prince-Alben bewerteten Musikkritiker The Vault… Old Friends 4 Sale überwiegend negativ. Zwar hoben einige lobend hervor, dass die Musikrichtung Jazz eine prominente Rolle spiele, aber viele waren der Meinung, das Album wirke uninspiriert und sei unbedeutend. Die Website AOTY (Album of the Year) errechnete eine Durchschnittsbewertung von nur 51 %, basierend auf acht Rezensionen englischsprachiger Medien.
Mark Weingarten von der Entertainment Weekly gab auf einer Skala von „A+“ bis „F“ die Note „B+“. Diese „übrig gebliebene Zusammenstellung von Outtakes“ aus Prince’ Jahren bei Warner Bros. Records „klingt engagierter als viele seiner Indie-Veröffentlichungen jüngeren Datums“. Er habe „gemächlichen, ungezwungenen Grooves“ kreiert, die mit Bläsern, „kaskadierenden Keyboard-Wasserfällen und einer gewissen Entschlossenheit“ schimmerten. Letztendlich sei The Vault… Old Friends 4 Sale aber nur „eine willkommene Notlösung für leidgeprüfte Loyalisten“, schrieb Weingarten als Fazit.
Die beiden Musikjournalisten Albert Koch und Thomas Weiland vom Musikexpress lobten das Album ebenfalls und gaben viereinhalb von sechs Sternen. Es sei „eine bläsergetriebene R’n’B-Funk-Blues-No-Bullshit-Platte“, die „einen homogeneren Eindruck hinterlässt als manche ‘reguläre’“ von Prince aus den 1990er-Jahren.
Stephen Thomas Erlewine von AllMusic gab drei von fünf Sternen. Die Albumsongs fühlten sich „alle wie Outtakes von Graffiti Bridge (1990) oder Love Symbol (1992)“ an, was „eigentlich keine Beschwerde ist“. The Vault… Old Friends 4 Sale vermittle „ein wunderbar unbeschwertes Gefühl, viel Jazz und leichten Funk, ständig swingend und fast immer mitreißend“. Zwar besitze nur das Titelstück „das nötige Gewicht, um sich als wichtige Ergänzung“ in Prince’ „offiziellen Katalog anzukündigen“, was aber nichts ausmache, weil „alle Songs unterhaltsam“ seien; es falle schwer, nicht von Prince’ Songwriting oder „dem lässig-anspruchsvollen Flair der Musik des gesamten Albums beeindruckt zu sein“. Aber „das Schönste an dieser Zusammenstellung ist“, dass das Album „besser zusammenhält“ als Come (1994) und Chaos and Disorder (1996), „die beiden anderen Überbleibsel aus der Warner-Ära“. The Vault… Old Friends 4 Sale „ist eine unscheinbare, jazzige kleine Platte, der man fast nicht widerstehen“ könne, schrieb Erlewine.
Tommy Udo vom New Musical Express zeigte sich enttäuscht und verteilte nur zwei von fünf Sternen. Das Album wirke „zusammengeschustert“ und „dieses Sammelsurium“ werfe die „sehr unangenehme Frage“ über Prince auf: „Opa, hast du diesen Kerl wirklich für ein Genie gehalten?“ Zwar blitze mit 5 Women und She Spoke 2 Me (Extended Remix) seine „Brillanz wieder auf“, und mit It’s About That Walk und Sarah existierten „ein paar Standard-Füller“, aber davon abgesehen sei „der Tresor leer“ – das Prince-Material „ist mittelmäßig“. Udo kam zu dem Entschluss, The Vault… Old Friends 4 Sale sei die „perfekte Rache“ von Warner Bros. Records „auf ihren einstigen Sklaven“.
Die beiden Musikkritiker David Wilson und John Alroy waren sogar sehr enttäuscht und verteilten lediglich eineinhalb von fünf Sternen. Auf dem Album „gibt es genau zwei Überraschungen“; erstens sorge ein „durchgängiger jazziger R&B-Sound – knackige Live-Drums, markante, wissende Bläser — dafür“, dass The Vault… Old Friends 4 Sale „im Gegensatz zu den meisten“ von Prince’ Werken „ziemlich gut“ zusammenpasse. Zweitens „gibt es keinen einzigen Track, der einen daran erinnert, wie brillant der Mann sein“ könne. Der „beste Song“ wurde mit She Spoke 2 Me (Extended Remix) bereits 1996 veröffentlicht und „von da an geht es nur noch bergab“; man finde nichts, „das einen dazu veranlasst“, das Album „noch einmal anzuhören“ – keine „bedeutungsvollen Liedtexte, keine großartigen Melodien, keine brillanten Arrangement-Details“. The Vault… Old Friends 4 Sale sei lediglich ein Album für Komplettisten, „die es anhören und schnell ins Regal“ stellten.

## Kommerzieller Erfolg

### Chartplatzierungen
| ChartsChartplatzierungen       | Höchstplatzierung | Wochen |
| ------------------------------ | ----------------- | ------ |
| Deutschland (GfK)              | 44 (5 Wo.)        | 5      |
| Österreich (Ö3)                | 40 (4 Wo.)        | 4      |
| Schweiz (IFPI)                 | 21 (6 Wo.)        | 6      |
| Vereinigtes Königreich (OCC)   | 47 (1 Wo.)        | 1      |
| Vereinigte Staaten (Billboard) | 85 (5 Wo.)        | 5      |

### Musikverkäufe
The Vault… Old Friends 4 Sale wurde weltweit weniger als 500.000 Mal verkauft. In den USA wurden in etwa 140.000 Exemplare abgesetzt. Damit sind die Verkaufszahlen vergleichbar mit denen von Chaos and Disorder aus dem Jahr 1996. Jason Draper, Autor von Prince-Büchern und Beobachter seiner musikalischen Karriere, sah als einen der Hauptgründe für den kommerziellen Misserfolg von The Vault… Old Friends 4 Sale, dass einige Songs bereits auf Bootlegs in den Jahren zuvor zu finden waren.